# Liste der Naturschutzgebiete im Landkreis Hof
Im Landkreis Hof gibt es sieben Naturschutzgebiete. Das größte Naturschutzgebiet ist das 1997 eingerichtete Naturschutzgebiet Höllental.
| Name                          | Bild | Kennung                   | Kreis                            | Einzelheiten | Position | Fläche Hektar | Datum |
| ----------------------------- | ---- | ------------------------- | -------------------------------- | --- | -------- | ------------- | ----- |
| Höllental                     |      | NSG-00526.01 WDPA: 163768 | Landkreis Hof                    | Lichtenberg Tal der Selbitz mit ihren Auwaldbereichen, naturnahen Waldgesellschaften der Talhänge und wertvollen Vegetationskomplexen aus Felsheiden, wärmeliebenden Säumen und Gebüschen.           | ⊙        | 163,95        | 1997  |
| Südliche Regnitz und Zinnbach | BW   | NSG-00594.01 WDPA: 319176 | Landkreis Hof                    | Regnitzlosau Naturnahe Gewässerläufe und Talräume mit Auenwiesen, Auwaldresten, Ufersäumen, Hochstaudenfluren, uferbegleitenden Erlen- und Weidenbeständen sowie feuchten, flussbegleitenden Wiesen. | ⊙        | 145,41        | 2001  |
| Tannbach bei Mödlareuth       | BW   | NSG-00395.01 WDPA: 165826 | Landkreis Hof                    | Mödlareuth Naturnaher Bachlauf mit dichtem Gehölzsaum, angrenzenden Hochstauden- und Altgrasfluren sowie Wiesenbereichen.                                                                            | ⊙        | 19,79         | 1992  |
| Thronbachtal                  |      | NSG-00114.01 WDPA: 82711  | Landkreis Hof                    | Schauenstein Tal mit typischen Pflanzengesellschaften der Wiesentäler des Frankenwaldes. | ⊙        | 20,77         | 1978  |
| Thüringische Muschwitz        |      | NSG-00427.01 WDPA: 165884 | Landkreis Hof, Landkreis Kronach | Carlsgrün Naturnaher Bachlauf mit angrenzenden Hochstauden- und Altgrasfluren sowie Wiesen- und Auwaldbereichen. Landkreis Hof: 20,05 ha Landkreis Kronach: 2,03 ha                                  | ⊙        | 22,26         | 1992  |
| Waldsteingipfel               |      | NSG-00052.01 WDPA: 82858  | Landkreis Hof                    | Sparneck Besonders interessante Verwitterungsformen. Felstürme und Felsblöcke. | ⊙        | 19,64         | 1950  |
| Wojaleite                     |      | NSG-00102.01 WDPA: 82934  | Landkreis Hof                    | Woja Ausgedehntes Serpentinitvorkommen. Reizvolles Landschaftsbild mit naturnahem Charakter. | ⊙        | 28,89         | 1976  |
| Legende für Naturschutzgebiet |      |                           |                                  | |          |               |       |